# فدراسیون فوتبال پاناما
فدراسیون فوتبال پاناما (اسپانیایی: Federación Panameña de Fútbol‎) نهاد اداره‌کننده مسابقات فوتبال و فوتسال در کشور پاناما است.
این فدراسیون که در سال ۱۹۳۷ تأسیس شده عضو کونکاکاف و فیفا نیز می‌باشد و مقر آن در شهر پاناماسیتی است.